# Liste der Naturdenkmale in Mühlacker
| Naturdenkmale | Anzahl |
| ------------- | ------ |
| FND           | 3      |
| END           | 2      |
| Gesamt        | 5      |

Die Liste der Naturdenkmale in Mühlacker nennt die verordneten Naturdenkmale (ND) der im baden-württembergischen Enzkreis liegenden Stadt Mühlacker. In Mühlacker gibt es insgesamt fünf als Naturdenkmal geschützte Objekte, davon drei flächenhafte Naturdenkmale (FND) und zwei Einzelgebilde-Naturdenkmale (END).
Stand: 29. März 2020.

## Flächenhafte Naturdenkmale (FND)
| Name                                            | Bild | Kennung     | Einzelheiten | Position | Fläche Hektar | Datum         |
| ----------------------------------------------- | ---- | ----------- | ------------ | -------- | ------------- | ------------- |
| Heidefläche im Gemeindegarten                   | BW   | 82360400002 | Mühlacker    | ⊙        | 0,5           | 25. Mai 1949  |
| Helleregerte am alten Postweg                   | BW   | 82360400003 | Mühlacker    | ⊙        | 1,2           | 14. Nov. 1985 |
| Klebwald und Felshang bei der Ruine Löffelstelz |      | 82360400001 | Mühlacker    | ⊙        | 1,2           | 25. Mai 1949  |
| Legende für Naturdenkmal                        |      |             |              |          |               |               |

## Einzelgebilde (END)
| Name                          | Bild | Kennung     | Einzelheiten | Position | Fläche Hektar | Datum         |
| ----------------------------- | ---- | ----------- | ------------ | -------- | ------------- | ------------- |
| Enzberger Eiche               | BW   | 82360400002 | Mühlacker    | ⊙        | 0,0           | 14. Nov. 1985 |
| Trauerweide am Raigelswörthle | BW   | 82360400001 | Mühlacker    | ⊙        | 0,0           | 14. Nov. 1985 |
| Legende für Naturdenkmal      |      |             |              |          |               |               |

## Ehemalige Naturdenkmale
Mit Inkrafttreten der Verordnung zum Naturschutzgebiet Ziegelhäule wurde die Verordnung zum Naturdenkmal Trinkweiher aufgehoben.